# كريستينا إيرمان
كريستينا إيرمان (بالسلوفينية: Kristina Erman)‏ هي لاعبة كرة قدم سلوفينية، ولدت في 28 يونيو 1993 في ليوبليانا في سلوفينيا. شاركت مع منتخب سلوفينيا لكرة القدم للسيدات. أما مع النوادي، فقد لعبت مع ASD Women Torres Calcio ‏.

## وصلات خارجية
- كريستينا إيرمان على موقع الاتحاد الأوربي (الإنجليزية)
- كريستينا إيرمان على موقع قاعدة بيانات كرة القدم.إي يو (الإنجليزية)
- كريستينا إيرمان على موقع Soccerway.com (الإنجليزية)